# Soledad Mexia
Soledad Mexia (13 de agosto de 1899 – 30 de agosto de 2013) foi uma supercentenária mexicana–americana que no momento da sua morte era a sexta pessoa viva mais velha do mundo e a residente viva mais velha da Califórnia. Ela também foi a pessoa verificada mais velha nascida no México até ser superada por Dominga Velasco em 30 de maio de 2015.

## Biografia
Soledad nasceu em La Noria, Sinaloa, México, a filha mais nova de Benigno e Refugio Bonillas em 13 de agosto de 1899. Aos 20 anos, casou-se com Juan Mexia, um carpinteiro que construiu cenários para o teatro e ópera em Mazatlán. Os recém-casados viveram por um tempo em Los Angeles e Phoenix, mas sempre retornaram a Sinaloa. Soledad mudou-se para sul do Condado de San Diego no início dos anos 1960, vivendo com seus filhos até que ela se mudou para uma casa de repouso em 2011. Ela teve 6 filhos, 24 netos, 45 bisnetos e 2 tataranetos, e viveu a maioria de sua vida em San Diego, Califórnia. Ela era dona de casa que criou sete filhos e viveu para ver nove tataranetos, ela gostava de cozinhar, cantar e assistir suas "novelas" (novelas espanholas) na televisão.
Devido à sua longevidade, cientistas de Los Angeles filiados ao Gerontology Research Group, UCLA e à Universidade Stanford tomaram amostras de sangue de Mexia e seus familiares como parte de um estudo comparando genes de supercentenários com um grupo de controle, procurando evidências de genes que proteger contra doenças fatais comuns.

## Saúde e morte
Ela sofreu uma ferida em sua perna na primavera de 2010. Como a ferida não respondeu aos antibióticos, em julho de 2010, sua perna foi amputada abaixo do joelho.
Em 30 de agosto de 2013, dezessete dias após seu 114.º aniversário, aos 114 anos e 17 dias, Soledad Mexia morreu devido a insuficiência respiratória, em um hospício em Chula Vista, Califórnia.